# Estación Kilómetro 997
La Estación 997 es una estación de trenes ubicada en la provincia de Catamarca, Argentina.
Se encuentra a unos 30 km de la localidad de San Antonio, y forma parte de la red ferroviaria argentina, y del Ferrocarril General Belgrano.

## Uso
En otras épocas se la utilizaba para transporte de pasajeros; pero actualmente se la utiliza para carga de materia prima.